# Olden

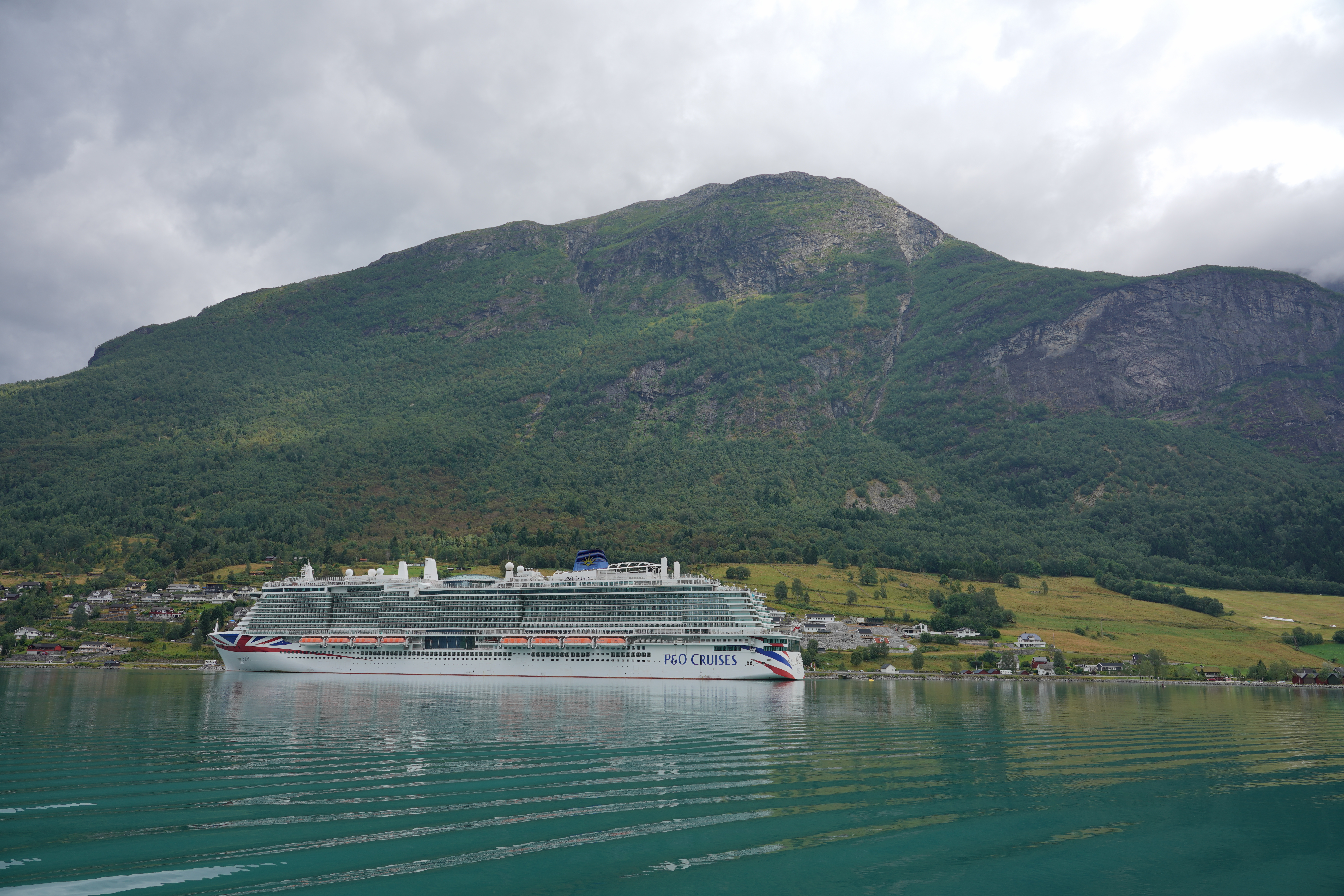
Olden

Olden is een plaats in de Noorse gemeente Stryn, provincie Vestland. Het ligt aan het einde van het Nordfjord. Olden telt 473 inwoners (2007) en heeft een oppervlakte van 0,79 km².
Vanaf Olden is de gletsjer Briksdalsbreen te bereiken. Olden is ook een aanlegplaats voor cruiseschepen. Verderop ligt het meer Oldevatnet. Omliggende plaatsen zijn Loen en Innvik.
In Olden staat Singerheimen, het huis van de Amerikaanse schilder en verzamelaar William Singer en zijn vrouw. Daarin is, net als in het Nederlandse Singer Laren, een deel van hun kunstcollectie aanwezig.

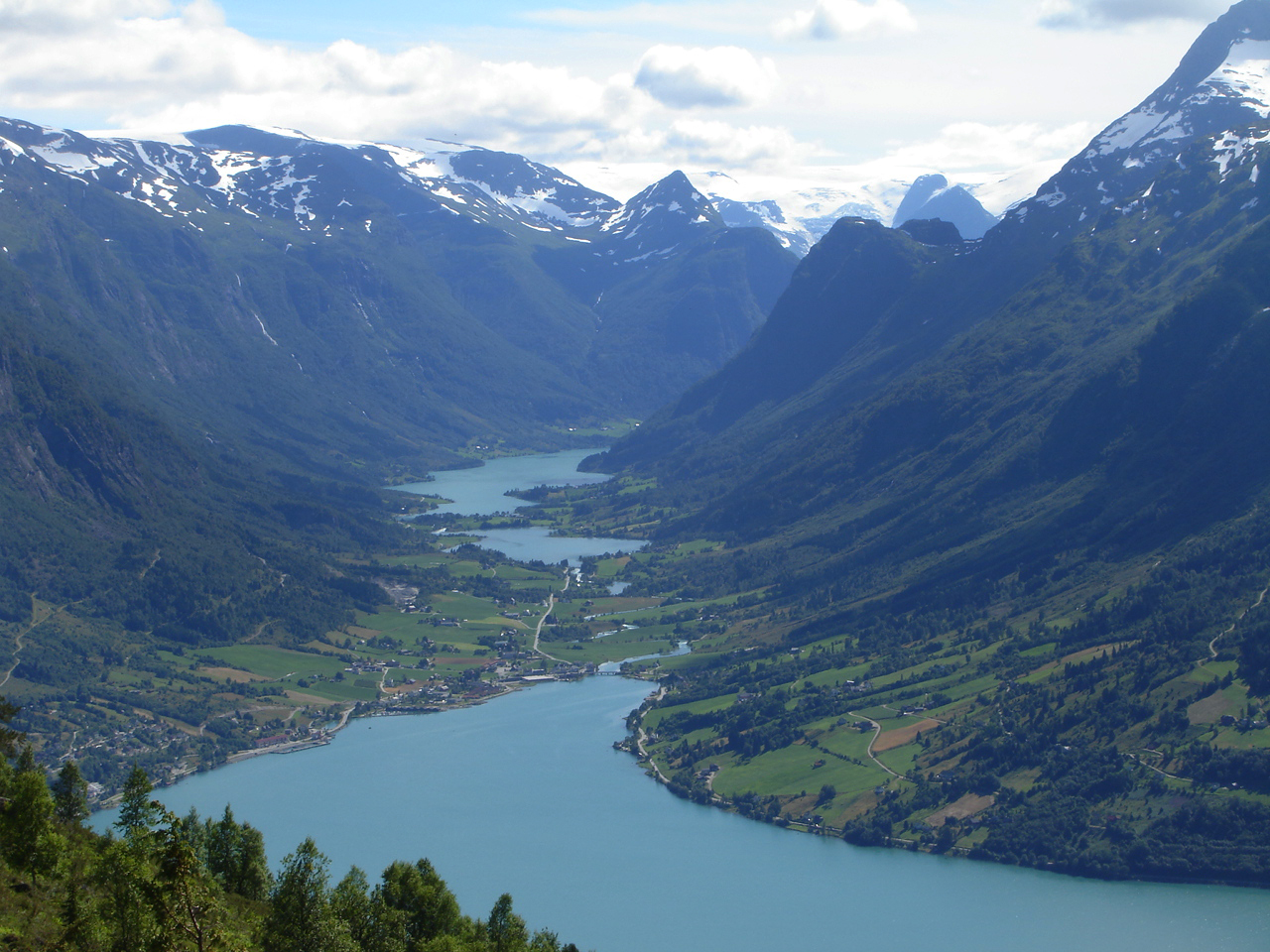
Oldedal met meer Oldevatnet